# Coreopsis gigantea
Coreopsis gigantea là một loài thực vật có hoa trong họ Cúc. Loài này được (Kellogg) H.M.Hall mô tả khoa học đầu tiên năm 1907.